# اچ‌ام‌اس هیستینگز (۱۸۱۹)
اچ‌ام‌اس هیستینگز (۱۸۱۹) (به انگلیسی: HMS Hastings (1819)) یک کشتی بود که طول آن ۱۷۶ فوت ۱۰ ۱⁄۲ اینچ (۵۳٫۹ متر) بود.